# کالد
کالد (به مجاری:  Káld) یک شهرداری در مجارستان است که در واش واقع شده‌است. کالد ۴۲٫۴۴ کیلومتر مربع مساحت و ۱٬۰۹۳ نفر جمعیت دارد.